# Preis für die Freiheit und Zukunft der Medien
Seit 2001 vergibt die Medienstiftung der Sparkasse Leipzig den Preis für die Freiheit und Zukunft der Medien an Journalisten, Verleger und Medieninstitutionen. Die Preise sind seit 2004 mit insgesamt 30.000 Euro dotiert.
Der Preis gilt nicht einer journalistischen Einzelveröffentlichung. Mit dem Preis ausgezeichnet werden Journalisten, Verleger, Publizisten und Institutionen, die sich für die Sicherung und Entwicklung der Pressefreiheit einsetzen.

## Preisträger

### 2001
- David Protess von der Northwestern University Illinois
- Renate Flottau von Der Spiegel
- Thomas Mayer von der Leipziger Volkszeitung

### 2002
- Grigorij Pasko, russischer Militärjournalist
- Jolana Voldánová vom tschechischen Fernsehen
- Simone Wendler von der Lausitzer Rundschau

### 2003
- Gideon Levy, israelischer Journalist, und Daoud Kuttab, palästinensischer Journalist
- Wladimir Mostowoj aus der Ukraine
- der Verein Netzwerk Recherche

### 2004
- James Nachtwey, amerikanischer Kriegsfotograf
- La Voz de Galicia, spanische Tageszeitung
- Organisation Journalisten helfen Journalisten

### 2005
- Seymour Hersh von der Zeitschrift The New Yorker
- Hans-Martin Tillack, Korrespondent
- Britta Petersen, Gründerin der Initiative Freie Presse (IFP) e. V.
- Anna Politkowskaja, russische Journalistin

### 2006
- Alina Anghel, moldawische Journalistin
- Fabrizio Gatti, italienischer Undercover-Reporter
- Volker Lilienthal, deutscher Medienjournalist

### 2007
- Akbar Gandschi, iranischer Journalist, Schriftsteller und Regimekritiker.
- Vasil Ivanov, bulgarischer investigativer Journalist
- Wolfram Weimer, Chefredakteur des Magazins Cicero

### 2008
- Susanne Fischer, deutsche Journalistin im Irak
- Alan Johnston, britischer Journalist im Gazastreifen
- Win Tin, myanmarischer Journalist und Schriftsteller

### 2009
- Ahmet Altan, türkischer Journalist und Chefredakteur der Taraf
- Dušan Miljuš
- Roberto Saviano

### 2010
- Kurt Westergaard, dänischer Karikaturist[1]
- Asen Yordanov, bulgarischer Reporter
- Sayed Yaqub Ibrahimi, afghanischer Journalist

### 2011
- Fahem Boukaddous, tunesischer Journalist[2]
- Oleg Kaschin, russischer Journalist
- Stefan Buchen, deutscher Fernsehreporter

### 2012
- Bettina Rühl, deutsche Journalistin
- Ana Lilia Pérez, Journalistin aus Mexiko
- Balázs Nagy Navarro und Aranka Szávuly, ungarische Fernsehjournalisten

### 2013
- Jörg Armbruster und Martin Durm, deutsche Journalisten
- Tongam Rina, Journalistin aus Indien
- Brigitte Alfter
- Ides Debruyne
- Glenn Greenwald
- The Guardian, britische Tageszeitung

### 2014
- Farida Nekzad, Journalistin aus Afghanistan
- Roland Jahn, Christoph Wonneberger, Aram Radomski und Siegbert Schefke

### 2015
- Jafar Panahi, iranischer Filmemacher
- Nedim Şener, türkischer Journalist

### 2016
- Can Dündar und Erdem Gül, türkische Journalisten

### 2017
- Aslı Erdoğan, türkische Journalistin und Schriftstellerin
- Deniz Yücel, deutsch-türkischer Journalist und Publizist[3]

### 2018
- Tomasz Piątek, polnischer Journalist und Schriftsteller[4]

### 2019
- Armin Wolf
- Arndt Ginzel und Gerald Gerber[5]

### 2020
- Benjamin Best[6]
- Khadija Ismayilova[6]

### 2021
- Kazjaryna Bachwalowa und Darja Tschulzowa, belarussische Journalistinnen[7]

### 2022
- Roman Badanin, russischer Journalist[8]

### 2023
- Katrin Eigendorf

### 2024
- Correctiv
- Sabine Adler